# Buergersiochloa
Buergersiochloa es un género de plantas herbáceas perteneciente a la familia de las poáceas. Es originario de Papúa Nueva Guinea.

## Especies
- Buergersiochloa bambusoides Pilg.
- Buergersiochloa macrophylla S.T.Blake